# Theodor Jachimowicz

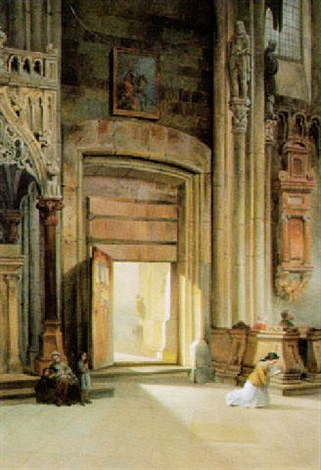
Andacht

Theodor Jachimowicz (ukrainisch Теодор (Федір) Яхимович; * 15. März 1800 in Bełżec (heute Hontschariwka, Rajon Solotschiw, Ukraine), Galizien; † 14. April 1889 in Wien) war ein österreichischer Theatermaler polnisch-ukrainischer Abstammung, in Wien tätig.

## Leben und Wirken
Geboren als Sohn eines griechisch-katholischen Pfarrers, studierte Jachimowicz Malerei an der Akademie der bildenden Künste Wien. Ab 1827 war er als Theatermaler am Leopoldstädter Theater, ab 1836 am Theater in der Josefstadt und von 1851 bis 1870 an der Hofoper im Theater am Kärntnertor tätig. 
Von 1834 bis 1858 nahm Jachimowicz an den Ausstellungen der Wiener Akademie der bildenden Künste teil. Er malte hauptsächlich Ölbilder und Aquarelle religiösen Inhalts, Altarbilder, Interieurs Wiener Kirchen und schuf auch die Ikonostase mit 75 Heiligenbildern für die Klosterkirche des griechisch-katholischen Klosters in Zahlé im Gouvernement Bekaa im Libanon.